# Colombias herrlandslag i ishockey
Colombias herrlandslag i ishockey representerar Colombia i ishockey på herrsidan. Första landskampen spelades i Mexico City den 2 mars 2014 under panamerikanska ishockeyturneringen, och vanns med 11-1 mot Argentina.

### Fotnoter
1. ↑  ”Col vs Nations” (på engelska). Nationalteamsoficehockey. Arkiverad från originalet den 21 april 2021. https://web.archive.org/web/20210421124422/https://nationalteamsoficehockey.com/wp-content/uploads/2019/10/Colombia-Men-Official-Results.pdf. Läst 31 mars 2015.